# Klasztor Misjonarzy w Łyskowie
Klasztor Misjonarzy w Łyskowie – rzymskokatolicki klasztor w Łyskowie (rejon prużański obwodu brzeskiego Białorusi). Był własnością zakonu misjonarzy od 1527 do 1866, następnie do I wojny światowej jego kościół był użytkowany jako cerkiew prawosławna, po II wojnie światowej został porzucony.

## Historia
Kościół został ufundowany przez Macieja Kłoczkę (wojewoda witebski w latach 1532-1542) w 1527. W II poł. XVIII w. został gruntowanie przebudowany i rozbudowany. W latach 1763–1785 został wzniesiony nowy kościół klasztorny w stylu baroku wileńskiego. W XVIII w. powstał też nowy budynek klasztoru. Inwestycję tę sfinansował Jan Bychowiec, właściciel miejscowych dóbr. W 1818 przebudowano wieżę kościoła.
W 1841 władze carskie skasowały klasztor misjonarzy, zaś w 1866 zamieniły jego kościół na prawosławną cerkiew. Po pożarze w latach 1883-1884 obiekt został przebudowany. Zwrócony został parafii rzymskokatolickiej po I wojnie światowej, w 1921. Po II wojnie światowej świątynia została zamknięta. Nie pełniła odtąd żadnych funkcji i wskutek porzucenia uległa stopniowej dewastacji. W 1960 kościół został ostatecznie zamknięty, jego wyposażenie, poza ławami, trafiło do kościoła w Różanie. Na początku XXI w., z powodu pożaru i zawalenia dachu, świątynia była już faktycznie zrujnowana. Mimo to katolicka diecezja pińska wymienia Łysków na liście prowadzonych parafii.
Budynek mieszkalny klasztoru wzniesiony został w II poł. XVIII w. na planie podkowy. Po II wojnie światowej obiekt ten był wykorzystywany jako szpital. Następnie również ten budynek został porzucony, na pocz. XXI w. trwał jego remont.

## Architektura
Kościół wzniesiony został na planie krzyża. Posiada zamknięte czworobocznie prezbiterium, do którego przylegają dwie zakrystie. Częścią głównej elewacji jest czwórkondygnacyjna wieża. Elewację kościelną zdobią pilastry, nisze, woluty i fronton. W zdewastowanej świątyni nie przetrwały elementy pierwotnego wyposażenia i dekoracji, jedynie w jednym z bocznych ramion transeptu widoczne są szczątki oryginalnej polichromii.
Klasztor jest budynkiem dwukondygnacyjnym, zwróconym fasadą ku kościołowi. Na elewacji głównej znajduje się ryzalit. Fasadę zdobią pilastry, w dolnej kondygnacji boniowane, zaś na występach ryzalitu - zwielokrotnione. Na piętrze budynku przetrwała sala pełniąca pierwotnie funkcje refektarza, w dawnych korytarzach i celach zachowały się także oryginalne sklepienia (odpowiednio kolebkowe i krzyżowe).